# Xammes
Xammes est une commune française située dans le département de Meurthe-et-Moselle en région Grand Est.

## Géographie
| Dampvitoux              | Charey |                        |
|                         | Xammes | Jaulny                 |
| Beney-en-Woëvre (Meuse) |        | Thiaucourt-Regniéville |

### Hydrographie

#### Réseau hydrographique
La commune est dans le bassin versant du Rhin au sein du bassin Rhin-Meuse. Elle est drainée par le Rupt,.

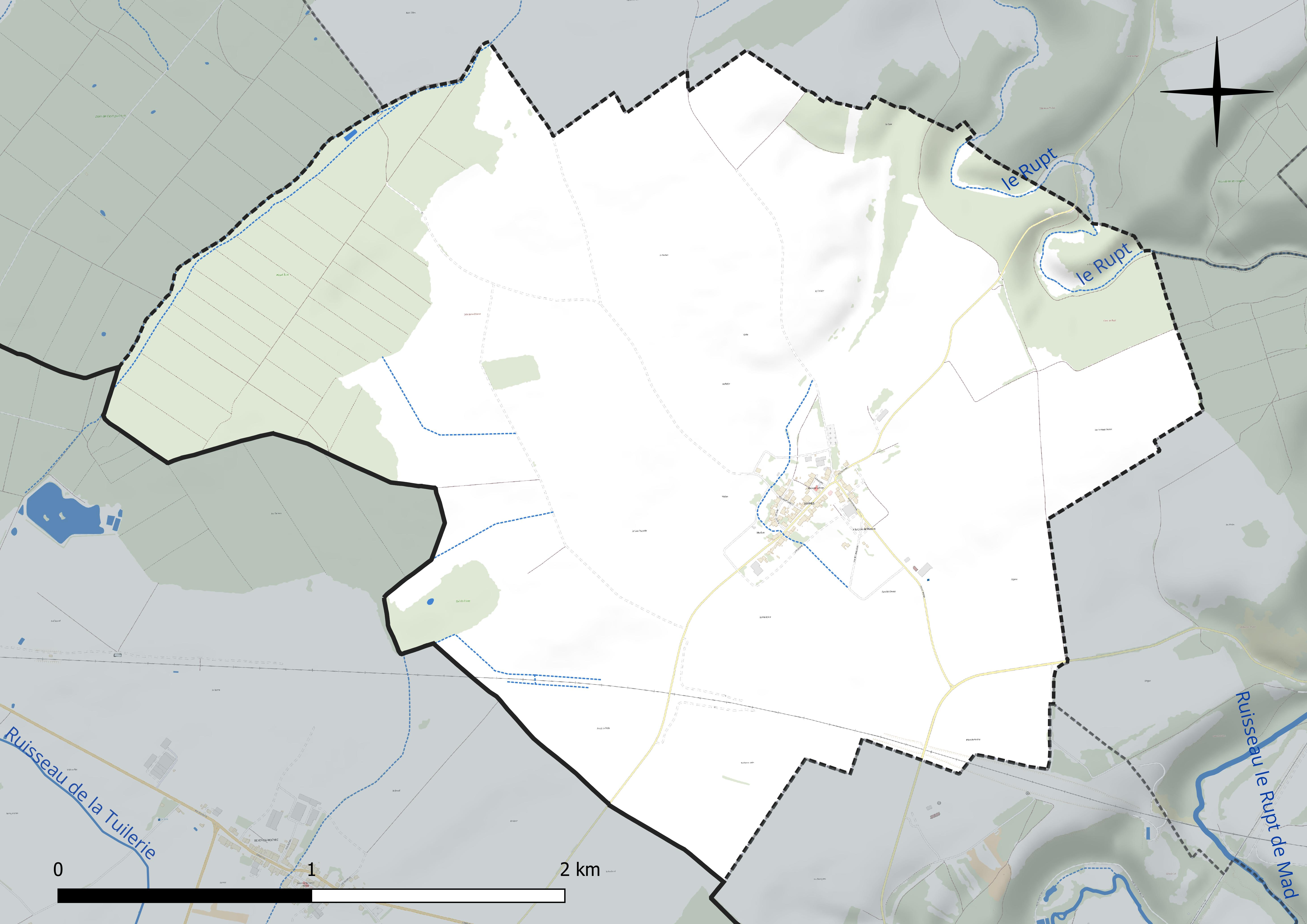
Réseau hydrographique de Xammes.

#### Gestion et qualité des eaux
Le territoire communal est couvert par le schéma d'aménagement et de gestion des eaux (SAGE) « Rupt de Mad, Esch, Trey ». Ce document de planification concerne les bassins versants du Rupt de Mad, de l’Esch et du Trey. Le périmètre a été arrêté le 2 juin 2014, la commission locale de l'eau (CLE) a été créée le 20 juin 2017, puis modifiée le 26 mars 20210. La structure porteuse de l'élaboration et de la mise en œuvre est le Parc naturel régional de Lorraine. 
La qualité des cours d’eau peut être consultée sur un site dédié géré par les agences de l’eau et l’Agence française pour la biodiversité. 

### Climat
Pour des articles plus généraux, voir Climat du Grand Est et Climat de Meurthe-et-Moselle.
En 2010, le climat de la commune est de type climat de montagne, selon une étude du Centre national de la recherche scientifique s'appuyant sur une série de données couvrant la période 1971-2000. En 2020, Météo-France publie une typologie des climats de la France métropolitaine dans laquelle la commune est dans une zone de transition entre le climat océanique altéré et le climat océanique altéré et est dans la région climatique  Lorraine, plateau de Langres, Morvan, caractérisée par un hiver rude (1,5 °C), des vents modérés et des brouillards fréquents en automne et hiver. 
Pour la période 1971-2000, la température annuelle moyenne est de 9,4 °C, avec une amplitude thermique annuelle de 16,5 °C. Le cumul annuel moyen de précipitations est de 828 mm, avec 12,4 jours de précipitations en janvier et 9,2 jours en juillet. Pour la période 1991-2020, la température moyenne annuelle observée sur la station météorologique de Météo-France la plus proche, « Nonsard », sur la commune de Nonsard-Lamarche à 8 km à vol d'oiseau, est de 10,7 °C et le cumul annuel moyen de précipitations est de 690,8 mm. 
La température maximale relevée sur cette station est de 40,1 °C, atteinte le 25 juillet 2019 ; la température minimale est de −17 °C, atteinte le 1er mars 2005,,. 
Les paramètres climatiques de la commune ont été estimés pour le milieu du siècle (2041-2070) selon différents scénarios d'émission de gaz à effet de serre à partir des nouvelles projections climatiques de référence DRIAS-2020. Ils sont consultables sur un site dédié publié par Météo-France en novembre 2022.

## Urbanisme

### Typologie
Au 1er janvier 2024, Xammes est catégorisée commune rurale à habitat dispersé, selon la nouvelle grille communale de densité à sept niveaux définie par l'Insee en 2022.
Elle est située hors unité urbaine et hors attraction des villes,.

### Occupation des sols
L'occupation des sols de la commune, telle qu'elle ressort de la base de données européenne d’occupation biophysique des sols Corine Land Cover (CLC), est marquée par l'importance des territoires agricoles (73,1 % en 2018), une proportion identique à celle de 1990 (73,1 %). La répartition détaillée en 2018 est la suivante : terres arables (73,1 %), forêts (23,8 %), zones urbanisées (3,1 %). L'évolution de l’occupation des sols de la commune et de ses infrastructures peut être observée sur les différentes représentations cartographiques du territoire : la carte de Cassini (XVIIIe siècle), la carte d'état-major (1820-1866) et les cartes ou photos aériennes de l'IGN pour la période actuelle (1950 à aujourd'hui).

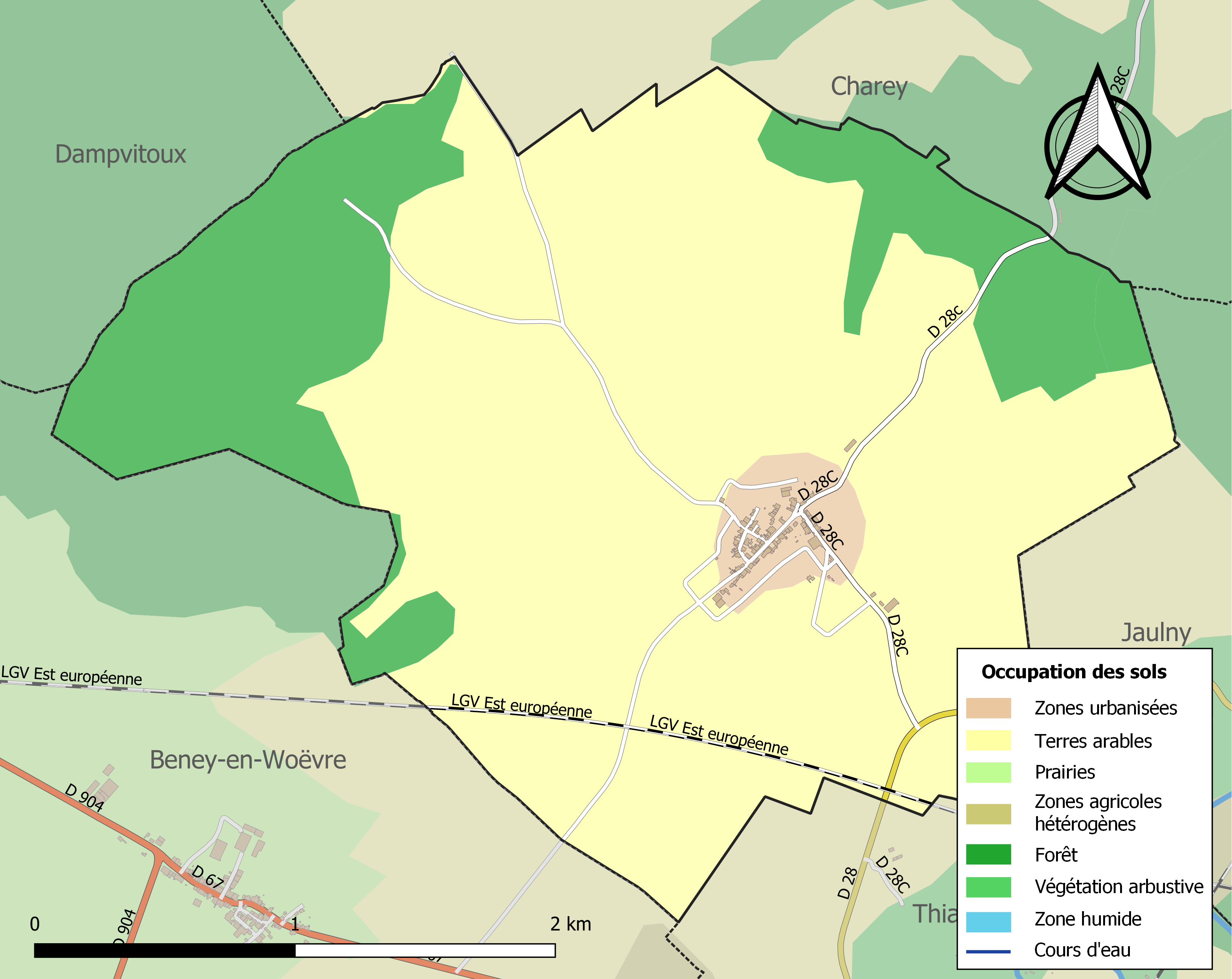
Carte des infrastructures et de l'occupation des sols de la commune en 2018 (CLC).

## Toponymie
Le nom de la localité, Xammes (prononcez Chammes), est attesté sous les formes In pago Scarponense, in fine Scannuse vel in villa Scannis (776) ; Scannis in fine Scannise (815) ; Xame (1437) ; Xames-lès-Thiaucourt (1568) ; Xames ou Chames (1719) ; sur la carte de Cassini (vers 1770), c'est le nom actuel.

En lorrain : Chammes.
Probablement du pluriel, du latin de scamnum, du vieux français eschamme « banc », de l'oil escamel, attesté au sens « escabeau », pour désigner une « position élevée ».

## Histoire
Xammes connaissait déjà une présence humaine à l'époque gallo-romaine. D'ailleurs, une voie romaine le traversait à laquelle le nom de chemin de Gorze lui fut donné bien plus tard. En 776, le village fut cité dans le cartulaire de l'abbaye bénédictine de Gorze sous la forme "villa scannis".

## Politique et administration
| Période                                  | Période                   | Identité                                       | Étiquette | Qualité |
| ---------------------------------------- | ------------------------- | ---------------------------------------------- | --------- | ------- |
| Les données manquantes sont à compléter. |                           |                                                |           |         |
| mars 2001                                | 2014                      | Pierre Mansard                                 |           |         |
| 2014                                     | En cours (au 25 mai 2020) | Dominique Leroy Réélu pour le mandat 2020-2026 |           | Artisan |

## Démographie
L'évolution du nombre d'habitants est connue à travers les recensements de la population effectués dans la commune depuis 1793. Pour les communes de moins de 10 000 habitants, une enquête de recensement portant sur toute la population est réalisée tous les cinq ans, les populations de référence des années intermédiaires étant quant à elles estimées par interpolation ou extrapolation. Pour la commune, le premier recensement exhaustif entrant dans le cadre du nouveau dispositif a été réalisé en 2004.

En 2022, la commune comptait 178 habitants, en évolution de +19,46 % par rapport à 2016 (Meurthe-et-Moselle : −0,13 %, France hors Mayotte : +2,11 %).
| 1793 | 1800 | 1806 | 1821 | 1831 | 1836 | 1841 | 1846 | 1851 |
| ---- | ---- | ---- | ---- | ---- | ---- | ---- | ---- | ---- |
| 272  | 291  | 297  | 311  | 306  | 340  | 360  | 354  | 369  |

| 1856 | 1861 | 1872 | 1876 | 1881 | 1886 | 1891 | 1896 | 1901 |
| ---- | ---- | ---- | ---- | ---- | ---- | ---- | ---- | ---- |
| 337  | 346  | 298  | 298  | 301  | 284  | 278  | 243  | 229  |

| 1906 | 1911 | 1921 | 1926 | 1931 | 1936 | 1946 | 1954 | 1962 |
| ---- | ---- | ---- | ---- | ---- | ---- | ---- | ---- | ---- |
| 228  | 202  | 171  | 158  | 128  | 131  | 162  | 150  | 146  |

| 1968 | 1975 | 1982 | 1990 | 1999 | 2004 | 2006 | 2009 | 2014 |
| ---- | ---- | ---- | ---- | ---- | ---- | ---- | ---- | ---- |
| 131  | 102  | 105  | 122  | 121  | 122  | 126  | 123  | 142  |

| 2019 | 2022 | - | - | - | - | - | - | - |
| ---- | ---- | - | - | - | - | - | - | - |
| 159  | 178  | - | - | - | - | - | - | - |

## Économie
E. Grosse évoque, dans son ouvrage, l'économie rurale et viticole du village au XIXe siècle en ces mots :
814 hect. dont 536 en labours, 90 en bois, 25 en Près et 40 en vignes, dont les produits sont passables.(cf. carte historique du vignoble lorrain)

### Secteur primaire ouAgriculture
Le secteur primaire comprend, outre les exploitations agricoles et les élevages, les établissements liés à l’exploitation de la forêt et les pêcheurs. D'après le recensement agricole 2010 du Ministère de l'agriculture (Agreste), la commune de  Xammes était majoritairement orientée sur la production de céréales et d'oléagineux sur une surface agricole utilisée d'environ 350 hectares (inférieure à la surface cultivable communale) quasi stable depuis 1988 - Le cheptel en unité de gros bétail s'est réduit de 231 à 150 entre 1988 et 2010. Il n'y avait plus que 3 exploitations agricoles ayant leur siège dans la commune employant 3 unités de travail,(7 exploitations/ 8 unités en 1988) ce qui place cette commune parmi celles ou l'activité agricole se maintenait malgré tout.

## Culture locale et patrimoine

### Lieux et monuments

#### Édifices civils
- Présence gallo-romaine.

#### Édifices religieux
- Église Saint-Clément : tour XIIe, nef XIIe, bas-côtés XIIIe, chevet remanié ; classée au titre des monuments historiques par arrêté du 14 février 1921[26].
- Deux croix de chemin.

### Héraldique, logotype et devise
| Blason de Xammes | Blason  | Ecartelé en sautoir d'azur à une sirène d'argent tenant à la main une lampe antique d'or allumée de gueules ; et d'argent au dragon ailé de gueules. |
| Blason de Xammes | Détails | Le statut officiel du blason reste à déterminer. |